# Carex klamathensis
Carex klamathensis är en halvgräsart som beskrevs av B.L.Wilson och Janeway. Carex klamathensis ingår i släktet starrar, och familjen halvgräs. Inga underarter finns listade i Catalogue of Life.